# Rutheniridosmin
Rutheniridosmin ist ein selten vorkommendes Mineral aus der Mineralklasse der „Elemente“, genauer der Metalle und intermetallische Legierungen. Es kristallisiert im hexagonalen Kristallsystem mit der chemischen Zusammensetzung (Ir,Os,Ru) und bildet idiomorphe Tafeln und Körner sowie Einschlüsse in Platin-Eisen-Legierungen.

## Etymologie und Geschichte
Das Mineral wurde wahrscheinlich 1936 in der Horokanai-Fundstelle, Fluss Uryū im Uryū-gun auf der japanischen Insel Hokkaidō entdeckt. Es ist nach den enthaltenen Elementen Ruthenium, Iridium und Osmium benannt.

## Klassifikation
Bereits in der veralteten 8. Auflage der Mineralsystematik nach Strunz gehörte der Rutheniridosmin zur Mineralklasse der „Elemente“ und dort zur Abteilung der „Metalle und intermetallische Legierungen (ohne Halbmetalle)“, wo er zusammen mit Iridosmium (gilt inzwischen als Osmium-Varietät), Osmium und Ruthenium die „Osmium-Reihe“ mit der System-Nr. I/A.05a innerhalb der „Osmium-Platin-Gruppe“ bildete.
Im zuletzt 2018 überarbeiteten und aktualisierten Lapis-Mineralienverzeichnis nach Stefan Weiß, das sich im Aufbau noch nach dieser alten Form der Systematik von Karl Hugo Strunz richtet, erhielt das Mineral die System- und Mineral-Nr. I/A.13-040. In der „Lapis-Systematik“ entspricht dies ebenfalls der Abteilung „Metalle und intermetallische Verbindungen“, wo Rutheniridosmin zusammen mit Garutiit, Hexaferrum, Hexamolybdän, Osmium, Rhenium und Ruthenium die unbenannte Gruppe I/A.13 bildet.
Auch die von der International Mineralogical Association (IMA) zuletzt 2009 aktualisierte 9. Auflage der Strunz’schen Mineralsystematik ordnet den Rutheniridosmin in die Abteilung der „Metalle und intermetallische Verbindungen“ ein. Diese ist allerdings weiter unterteilt nach den in der Verbindung vorherrschenden Metallen, die entsprechend ihrer verwandten Eigenschaften in Metallfamilien eingeteilt wurden. Rutheniridosmin ist hier entsprechend seiner Zusammensetzung in der Unterabteilung „Platin-Gruppen-Elemente (PGE)“ zu finden, wo er zusammen mit Garutiit, Hexaferrum, Osmium und Ruthenium die „Rutheniumgruppe“ mit der System-Nr. 1.AF.05 bildet.
Die vorwiegend im englischen Sprachraum gebräuchliche Systematik der Minerale nach Dana ordnet den Rutheniridosmin ebenfalls in die Klasse und gleichnamige Abteilung der „Elemente“ ein. Hier ist er zusammen mit Garutiit, Hexaferrum, Hexamolybdän, Osmium und Ruthenium in der „Osmiumgruppe (Raumgruppe P63/mmc)“ mit der System-Nr. 01.02.02 innerhalb der Unterabteilung „Elemente: Platingruppenmetalle und -legierungen“ zu finden.

## Kristallstruktur
Rutheniridosmin kristallisiert im in der hexagonalen Raumgruppe P63/mmc (Raumgruppen-Nr. 194) mit den Gitterparametern a = 2,73 Å und c = 4,33 Å sowie zwei Formeleinheiten pro Elementarzelle.

## Bildung und Fundorte
Rutheniridosmin bildet sich in Seifenlagerstätten, die aus ultramafischen Gesteinen ausgewaschen werden. Es ist vergesellschaftet mit anderen Iridium-Osmium-Ruthenium-Legierungen, Sperrylit, Hollingworthit, Iridarsenit, Ruthenarsenit, Michenerit, Laurit, Geversit, Moncheit und Chromit. 
Neben der Typlokalität in Japan sind Funde aus Tasmanien (Australien),  Goze Deltschew in Bulgarien, British Columbia und Manitoba in Kanada, Amdo in China, Cauca in Kolumbien, Assosa in Äthiopien, Peyrolles-en-Provence in Frankreich,  Kozani in Griechenland, Parapara auf Neuseeland, mehreren Fundorten in Russland sowie Goodnews Bay und Trinity County in den amerikanischen Bundesstaaten Alaska bzw. Kalifornien bekannt.